# 小行星8304
小行星8304（英語：8304 Ryomichico）是一颗围绕太阳公转的小行星。1995年2月22日，小林隆男在大泉町发现了此天体。
这颗小行星的绝对星等为303.81948等。